# El talento
Pour plus de détails, voir Fiche technique et Distribution.
El talento est un film dramatique espagnol réalisé par Polo Menárguez, sorti en 2025.
Le scénario, que Menárguez a co-écrit avec Fernando León de Aranoa, est basé sur la nouvelle de 1924 Mademoiselle Else (Fräulein Else) d'Arthur Schnitzler.
Les acteurs principaux sont Ester Expósito et Pedro Casablanc.

## Synopsis
La violoncelliste Elsa assiste à la fête exclusive de son amie Idoia et, après avoir reçu un appel de sa mère, elle est obligée de faire un choix difficile.

## Fiche technique
Sauf indication contraire, les informations mentionnées dans cette section peuvent être confirmées par la base de données cinématographiques IMDb,  présente dans la section « Liens externes ».
- Titre original : El talento
- Réalisation : Polo Menárguez
- Scénario : Polo Menárguez,  Fernando León de Aranoa, adapté d'une nouvelle d'Arthur Schnitzler
- Photographie : Jose Martín Rosete
- Montage : Jaime Colis
- Musique : Carla F. Benedicto
- Production :
- Sociétés de production :
- Pays de production : Espagne
- Langue originale : espagnol
- Format : couleur
- Genre : drame
- Durée :
- Dates de sortie[3] :
  - Espagne : 2025 (Date sujette à modification)

## Distribution
Sauf indication contraire, les informations mentionnées dans cette section peuvent être confirmées par la base de données cinématographiques IMDb,  présente dans la section « Liens externes ».
- Mirela Balić : Estela
- Ester Expósito : Elsa
- Itziar Manero :
- Marta Aledo :
- Pedro Casablanc : Ignacio[4]
- Juan Pablo Fuentes Acevedo :
- Rocío Muñoz-Cobo (es)
- Clara Sans :
- Carlos Suárez :
- Diego Niski :

## Production
El talento est une production de Reposado PC (Fernando León de Aranoa et Patricia de Muns) et The Mediapro Studio (Laura Fernández Espeso et Javier Méndez), avec la participation de RTVE, Movistar Plus+ et 3Cat. Le début du tournage en Biscaye a été annoncé en septembre 2024. Les lieux de tournage comprennent Leioa.

## Sortie
Film Factory a acquis les droits de vente internationaux du film avant le Marché du film européen 2025. La sortie du film en salles en Espagne est prévue pour le 5 septembre 2025, par Tripictures,.

## Récompenses et distinctions
Sauf indication contraire, les informations mentionnées dans cette section peuvent être confirmées par la base de données cinématographiques IMDb,  présente dans la section « Liens externes ».
- (en) El talento: Awards, sur l'Internet Movie Database

## Crédit d'auteurs
- (en) Cet article est partiellement ou en totalité issu de l’article de Wikipédia en anglais intitulé « The Talent » (voir la liste des auteurs).